# KDOG
KDOG FM, besser bekannt als Hot 96.7, ist ein US-amerikanischer Hörfunksender in North Mankato, Minnesota. Er ist auch im Nachbarort Mankato zu empfangen. Der Sender, der zur Linder Radio Group gehört, nennt sich seit 2009 Hot 96.7 und ist inhaltlich als „Contemporary Hit Radio“ positioniert.

## Geschichte
Der Sender ging im Jahre 1984 unter dem Namen 96.7 K-Dog in Betrieb. Inhaltlich bediente er anfangs das Contemporary-Hit-Segment, änderte jedoch im Laufe seiner Geschichte mehrmals den Namen und die Ausrichtung. Unter dem Namen Hot 96.7 kehrte man im September 2009 wieder zum ursprünglichen Konzept als Contemporary-Hit-Sender zurück.
Aus rechtlichen Gründen müssen Radiostationen mit einem K oder W beginnen. Da North Mankato östlich des Mississippi liegt, musste der Sender mit K beginnen (KDOG). Im Januar 1923 wurde daher die bis heute gültige Trennlinie entlang der Flüsse Mississippi und Missouri fest gelegt. Die zuvor vergebenen "falschen" Rufzeichen behielten aber ihre Gültigkeit. Einige dieser Stationen existieren bis heute.

## Veranstaltung
Zusammen mit dem Sender Minnesota 93, der ebenfalls zur Linder-Gruppe gehört, richtet Hot 96.7 jedes Jahr die Veranstaltung Dancing with the Mankato Stars aus. Die Erlöse kommen dem Roten Kreuz zugute.